# Ozora Stearns
Ozora Pierson Stearns (né le 15 janvier 1831 à De Kalb dans l'État de New York et mort le 2 janvier 1896 à Pacific Beach à San Diego en Californie) est un homme politique américain. Membre du Parti républicain, il est Sénateur des États-Unis pour le Minnesota en 1871.

## Biographie
Stearns combat pour l'Union lors de la Guerre de Sécession. Il devient maire de Rochester pour deux ans. En 1871, il devient sénateur pour le Minnesota en attendant le résultat d'une élection partielle pour lequel il n'est pas candidat.